# John Kerr (physicien)
Pour les articles homonymes, voir John Kerr et Kerr.
John Kerr (17 décembre 1824, Ardrossan – 15 août 1907, Glasgow) est un physicien écossais qui a travaillé sur l'électro-optique.
En 1857, il devient enseignant en mathématiques et physique à Glasgow. C'est là qu'il découvre l'effet qui porte aujourd'hui son nom.
John Kerr a été un partisan précoce de l'introduction du système métrique au Royaume-uni.

## Distinctions
- Royal Medal de la Royal Society en 1898